# Підтягуючий резистор

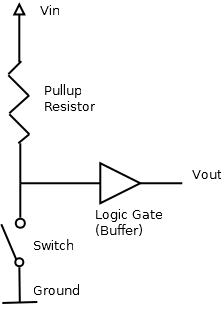
Підтяжка до живлення

Підтягуючий резистор (англ. pull-up resistor і pull-down resistor) — резистор, включений між провідником, по якому поширюється електричний сигнал, і живленням, або між провідником і «корпусом» (землею).
Підтягуючий резистор потрібен для того, щоб гарантувати на логічному вході, з яким сполучений провідник, високий (у першому випадку) або низький (у другому випадку) рівень сигналу, якщо:
- провідник не з'єднаний з логічним виходом;
- приєднаний логічний вихід знаходиться в високоімпедансному стані.
- коли розімкнутий ключовий елемент на приєднаному логічному виході, який влаштований як відкритий вихід ключового елементу. Ключовим елементом може бути польовий або біполярний транзистор, а відкритим виходом — колектор, емітер, стік або витік.

Призначення цих резисторів:
- Забезпечення стабільного рівня напруги: Вони допомагають уникнути ситуацій, коли вхідний сигнал “плаває” і може призвести до невизначеного стану логіки.
- Захист від перешкод: Підтягуючі і стягуючі резистори допомагають зменшити вплив електромагнітних перешкод на вхід.

Підтягуючий резистор утворює ланку, що забезпечує «підтягування» сигналу до рівня живлення або до рівня землі. У першому випадку це називається підтяжкою до живлення, у другому — підтяжкою до землі.
Підтягуючий резистор з’єднує вхід схеми з джерелом живлення (підтяжка до живлення), зазвичай з позитивним полюсом. Це забезпечує високий рівень напруги (логічна “1”) на вході, якщо він не підключений до іншого джерела сигналу. Наприклад, якщо вхід неактивний або “плаває”, підтягуючий резистор забезпечить, що вхід буде мати високу напругу.
Стягуючий резистор з’єднує вхід схеми з землею або негативним полюсом живлення (підтяжка до землі). Це забезпечує низький рівень напруги (логічна “0”) на вході, якщо він не підключений до іншого джерела сигналу. Таким чином, коли вхід неактивний, стягуючий резистор забезпечує, що вхід буде мати низьку напругу.

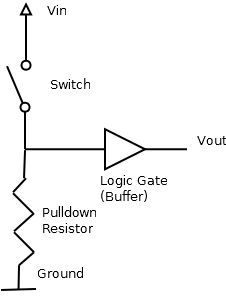
Підтяжка до землі

Будь-який логічний вхід має потенціал відносно землі. Якщо сигнал формується на відкритому виводі ключового елемента, то чим більший опір підтягуючого резистора, тим більший час наростання або спаду сигналу при розмиканні ключового елементу. Якщо це підтяжка до живлення, то треба враховувати час наростання сигналу; якщо підтяжка до землі — то час спаду сигналу. Час спаду або наростання — це час між розмиканням ключа і досягненням сигналу порогової напруги.
Порогова напруга — це напруга, при досягненні якої логічним входом фіксується зміна логічного стану.
При проектуванні логічних схем доводиться розраховувати опір підтягуючого резистора, при цьому відомі ємність входу і порогова напруга. Час спаду або наростання є пропорційним опору підтягуючого резистора, тобто, наприклад, при збільшенні опору вдвічі час спаду або наростання збільшиться вдвічі.